# Relations entre la France et Interpol
 (novembre 2018).
Si vous disposez d'ouvrages ou d'articles de référence ou si vous connaissez des sites web de qualité traitant du thème abordé ici, merci de compléter l'article en donnant les références utiles à sa vérifiabilité et en les liant à la section « Notes et références ».
Les relations entre la France et Interpol désignent les relations s'exerçant entre l'Organisation internationale de police criminelle et un de ses Etats membres, la République française.

## Histoire
L'idée de créer une police internationale a été émise par Edmond Locard, qui avait fondé à Lyon le premier laboratoire de police scientifique au monde, en 1910.
Pendant la Seconde Guerre mondiale, la CIPC, ancêtre de l'OIPC, est sous contrôle allemand et la coopération cesse. L'organisation renaît au sortir de la guerre d'une initiative des pays d'Europe de l'Ouest, dont la France.
De 1946 à 1985, tous les secrétaires généraux d'Interpol sont des citoyens français. 
En 1972, un accord de siège est conclu avec la France. Interpol siège d'abord à Saint-Cloud, puis dans la Cité internationale, à Lyon, depuis 1989.

## Période contemporaine

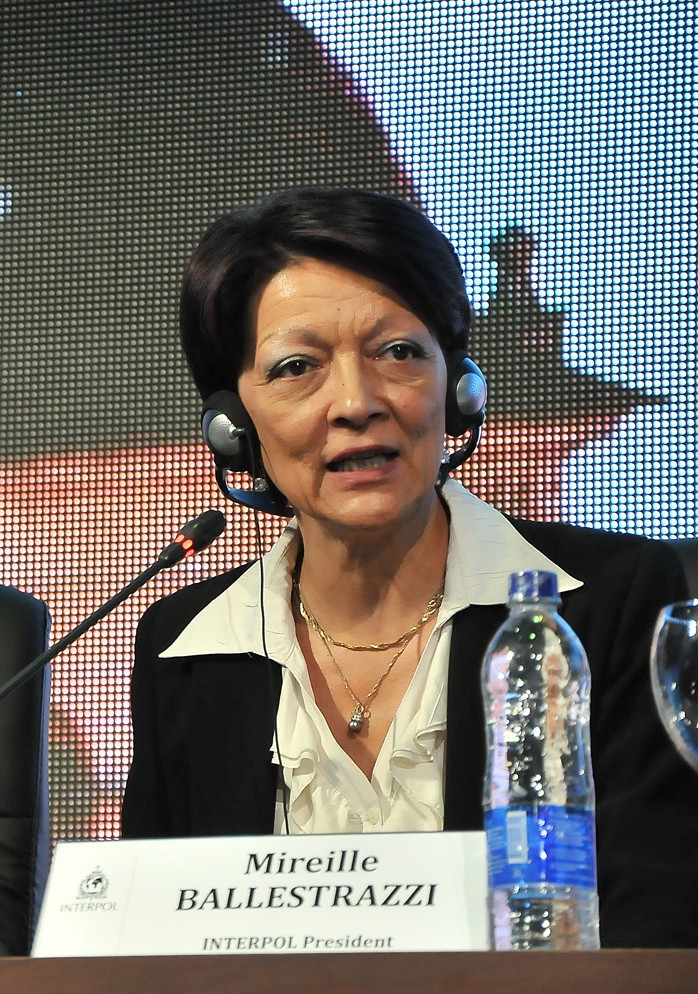
Mireille Ballestrazzi.

### Cadres dirigeants
Entre 2012 et 2016, Mireille Ballestrazzi, commissaire française de police, est également présidente d'Interpol.

### Liens financiers
Le budget d'Interpol étant notoirement insuffisant, l'organisation doit se tourner vers des Etats et des acteurs privés. Parmi ces financeurs, on compte diverses entreprises françaises (Sanofi), des alliés de la France (Emirats arabes unis) ainsi que la FIFA, qui a été fondée à Paris.

### Limites
Il y a aujourd'hui une concurrence entre Interpol et Europol, deux organisations de coopérations dont la France est membre.